# Petar Stanković
Pietro Stancovich (Petar Stanković), (Barban, 24. veljače 1771. – Barban, 12. rujna 1852.), talijanski i hrvatski istarski javni djelatnik s konca 18. i prve polovice 19. stoljeća.

## Životopis
Petar Stanković / Pietro Stancovich, barbanski kanonik i polihistor Istre, svećenik i pisac, polemičar, posjednik golemog zemljišnog i novčanog imutka, znatiželjni istraživač, izumitelj ratarskih strojeva, oplemenitelj stoke, veliki bibliofil i sakupljač istarskih i drugih starina, član raznih, pretežito georgičkih europskih akademija, nedvojbeno je jedna od najzanimljivijih istarskih ličnosti s konca 18. i prve polovice 19. stoljeća. Pristaša fiziokratskih ideja, tipičan predstavnik svoga vremena, osebujnim je, gotovo romanesknim, nerijetko i kontroverznim načinom života privlačio pozornost ne samo vlastite istarske sredine, već i nekih europskih intelektualnih krugova, pa i vrlo uglednih pojedinaca s kojima se dopisivao, a neki su ga iz europskih metropola dolazili i posjećivati u malom istarskom Barbanu.
Rođen u obitelji bogatog barbanskog poduzetnika Antuna Stankovića, Petar Stanković je temelje svoje pismenosti na hrvatskom i talijanskom jeziku dobio od lokalnog svećenika. Višu školsku naobrazbu stekao je u talijanskim školama koje je pohađao u Rovinju, Padovi i Vidmu (Udine). Iako je u Padovi diplomirao teologiju, njegov se interes protezao i na prirodne znanosti: kemiju, astronomiju, botaniku, fiziku, matematiku.
Godine 1795., rekavši mladu misu, započinje sa svećeničkim radom. Kako je svećenikom postao zbog očevih ambicija, manje je mario za duše u svojoj župi, a više za svoje materijalno stanje. Kanonikom postaje već u dvadeset i sedmoj godini, no bavio se raznim područjima; arheologijom, jezikoslovljem, bilježio je narodne običaje, bavio se izumima, zoologijom, botanikom, glazbom, pa i arhitekturom. Dva njegova izuma za preradu maslina priskrbila su mu i međunarodni ugled kao izumitelja. Bio je strastveni zaljubljenik u knjigu. Svoju je veliku knjižnicu s preko 4000 svezaka ostavio gradu svoje mladosti – Rovinju, i ona se čuva u Zavičajnom muzeju Rovinja pod nazivom „Stancoviciana“. Niz njegovih objavljenih knjiga te neobjavljenih rukopisa i pisama čuva se i u Sveučilišnoj knjižnici u Puli. Za života je objavio dvadeset i tri knjige s oko 3000 stranica, gotovo sve na talijanskom jeziku. Prvo mu je djelo na hrvatskom jeziku "Kratak Nauk Karstianski", no zapažena je i njegova prigodnica na hrvatskom jeziku “Za pyr”. Osrednji pjesnik, Stanković je veće uspjehe postigao u znanosti i publicistici. Najveći je uspjeh postigao knjigom "Biografia degli uomini distinti dell'Istria" (“Biografije poznatih Istrana”) koja je doživjela tri izdanja (na talijanskom jeziku) i u kojoj je u tri opsežna sveska prikupio biografije i druge podatke o osobama i zbivanjima u daljoj i bližoj istarskoj prošlosti, za što su ga suvremenici ovjenčali epitetom “istarskog Plutarha”.
Stanković je praotac permakulture i prethodio je cijelo stoljeće tvorcu permakulture Japancu Masanobuu Fukuoki.
Stanković je bio vrlo gostoljubiv i do njega su dolazile poznate osobe, ali da je onda bilo teško doći do prometno izoliranog Barbana. Tek deset godina nakon Stankovićeve smrti gradila se cesta ka Labinu. Do Barbana se najlakše dolazilo morskim putem, do uvale Piska i potom do Puntere. Na Stankovića je jako utjecao grčki ministar znanosti Andreas Mustoxidi i guverner austrijskog primorja Franz Stadion. Feldmaršal Laval Nugent, vlasnik gradine Trsat, također je boravio kod Stankovića.
Stankovićevu je knjižnicu u Rovinju uredio Giordano Pontini.
U veljači 2011. u njegovom rodnom mjestu Barbanu pokrenuta je njemu u čast kulturna manifestacija Memorijal Petra Stankovića

## Objavljena djela
- Versi ed una Novella in prosa intitolata: Neofaste in Astiri, Venezia, per Picotti, 1818, in 12o,
- L’aratro seminatore, ossia Metodo di piantare il grano arando, con una tavola in rame. Venezia, per Picotti, 1820, in 8o,
- Dell’Anfiteatro di Pola, dei gradi mormorei del medesimo; nuovi scavi e scoperte; e di alcune epigrafi e figuline inedite dell’Istria, con VIII tavole, Venezia per Picotti 1822, in 8o126.
- Della Patria di San Girolamo Dottore di Santa Chiesa, e della lingua Slava relativa allo stesso, colla figura del Santo. Venezia 1824. per Picotti in 8o,
- Nuovo metodo economico-pratico di fare e conservare il Vino, con due tavole in rame. Milano per Giovanni Silvestri, 1825, in 8o,
- Canzone che si canta nelle pubbliche Rogazioni per implorare la fertilità della terra, dal Tedesco volta in Italiano, Venezia per Picotti 1825, in 8o,
- Allocuzione nell’occasione di visita Pastorale Balbi, Venezia per Picotti 1826, in 8o,
- Kratak nauk karstianski, Trieste dalla Topografia Marenigh 1828, in 16o,
- Biografia degli uomini distinti dell’Istria, Tomi III, Trieste presso Gio, Marenigh 1828-29, in 8o con 8 rami,
- San Girolamo il dottore massimo dimostrato evidentemente di patria Istriano, apologia alla risposta di D. Giovanni Capor Dalmatino, Trieste 1829, Tipografia Marenigh,
- Trieste non fu villaggio Carnico, ma luogo dell’Istria, Fortezza e Colonia de’ Cittadini Romani, Venezia 1830, in8o,
- Marmo di Lucio Menacio Prisco patrono di Pola, inserto nell’Archeografo Triestino. Vol. II, n. VIII, Trieste tipi Marenigh, 1831,
- L’Androgino, per Nozze, Favoletta di Platone, Venezia, Picotti, Febraio 1832,
- Dialoghi critici serio-faceti di Veranzio Islina Dalmatino con Andrea Moretto detto Memoria. Venezia 1833, Alvisopoli,
- Depositi di Monete Ungheresi, Carraresi e Veneziane, scoperto in Istria con Tavola litografica, inserto nel Vol. III dell’Archeografo. Trieste 1833,
- Delle Tre Emone antiche Città e Colonie Romane, e della genuina Epigrafe di Cajo Precellio patrono della splendidissima Colonia degli Aquillejesi, dei Parentini, degli Opitergini, e degli Emonesi. Venezia, Picoti 1835, in 8o,
- Degli Altari e della loro Consacrazione, Esecrazione e, violazione: e se le Relliquie siano necessarie nella Consacrazione degli Altari. Venezia, Molinari 1837, in 8o,
- Spolpoliva e macinocciolo, Torino, Stamperia reale, 1840,
- Torchioliva, ossia torchio oleario, Firenze, Giovanni Mazzoni, 1841.
- Il formento seminato senza aratura, zappatura, vangatura, cripicatura e senza letame animale. Padova, Minerva, 1842,
- Degli acquedotti di Roma antica e moderna ecc., Venezia, Sebastiano Tondelli, 1844,
- Dell’antico romano arco acquedotto detto arco Riccardo o prigione di Riccardo esistente in Trieste, Giov. Marenigh, Trieste, 1846, i
- Vino dell’Istria, metodo per farlo. S. Silvestri, Milano, 1853.

## Neobjavljeni rukopisi
- Storia dell’Istria con mappa topografica,
- Antichità di Pola con tavola in rame,
- Osservazioni sopra l’atterramento dell’Antica Porta di Pola situata presso l’arco dei Sergi, ossia Porta Aurea, seguito nel 1826, di cui ne parlò l’Osservatore Triestino n. 90 di detto anno, e n. 96, 1827, e la Biografia degli uomini distinti della Istria, Tomo III, pag. 228, con ta-vole,
- Epigrafi n. 30, inedite Romane, e del medio evo,
- Della città e voce Emona,
- Dei primi Vescovati nell’Istria colla più completa serie dei Vescovi di Trieste, Capodistria, Cittanova, Parenzo, Pola, Pedena,
- Dei Monasteri dell’Istria,
- Medagliere dell’Istria con tavole,
- Pitture dell’Istria,
- Omonomia Istriana, ossia Dizionario di nomi di luoghi istriani, che simili si attrovano in altre provincie,
- Memorie storiche di Barbana con tavole,
- 1. Enobotripeja, ossia Pigiatore dell’uva, con cui contemporaneamente: 1. si pigia l’uva, 2. si separano le graspe dalle altre sostanze, 3. si triturano le tuccie. Il Modello di questa macchina é stato presentato all’I.R. Istituto Centrale in Venezia nel settembre 1829 su cui se ne fece onorevole menzione, e sospeso il Giudizio, sino a che sia ridotto a macchina operativa. Con Tavola.
- 2. Enomantice, ossia metodo facile economico di far passare il Vino da una botte nell’altra senza spumeggiamento, ventilazione, e contatto della aria. Esiste la macchina completa.
- 3. Il Pestello, ossia Macchina e pendolo, con cui un fanciullo é sufficiente ad attivare due Pestelli per pi-giare il riso, l’orzo ecc. Esiste il Modello.
- 4. Sega da monte, a pendolo, con cui senza il soccorso della acqua, si possono segare tavole e travi. Esiste il Modello.
- 5. Metodo economico di rendere chiara e potabile l’acqua dei laghi, e dei stagni, a vantaggio delle povere rustiche famiglie, prive di sorgenti, di pozzi e di cisterne. Con tavola.
- Meteorologia Istriana.
- Geologia Istriana, e Pietrificazione dell’Istria. Una collezione di petrefatti é da me posseduta, e fra questi un pesce di nome ignoto, il primo che fu nell’Istria scoperto, e di una particolare distinzione. Questi esseri saranno tutti desegnati.

## Stankovićeva djela i izumi koji se spominju u literaturi
- Brillatoio,
- Sostrazione delle crisalidi, metodo facile economico, con una stufa economica da sostrare più centinaia di crisalidi con lavoro continuato e senza pregiudizio alcuno alla qualità della seta,
- Olivo innestato sopra il frassino e degli innesti degeneri antichi e moderni dichiarati al congresso di Torino,
- Apologia della patria di San Girolamo, prossima alle stampe, terzo lavoro in due parti: I _ L’Istria fu la patria di San Girolamo, II _ Errori del Capor e dell’Appendini,
- Ittiologia adriatica, i
- Idee primitive dell’uomo in istato di natura presso tutti i popoli del mondo per conosecere i rapporti del-le lingue e loro origine.